# Sphecodes fragariae
Sphecodes fragariae là một loài Hymenoptera trong họ Halictidae. Loài này được Cockerell mô tả khoa học năm 1903.